# 櫻花大戰 轟華絢爛
《櫻花大戰 轟華絢爛》（日语：サクラ大戦 轟華絢爛），是世嘉出品的電子遊戲產品《櫻花大戰系列》改編的第2作OVA動畫化作品，全6卷，1999年12月18日至2000年12月21日發行。

## 故事簡介
以遊戲第2作以後，準備轉任法國巴黎的大神一郎回憶隊員的往事。前4集每集各為一個小單元，最後兩集為一個小單元。

## 登場人物
- 真宮寺櫻：橫山智佐
- 神崎堇：富澤美智惠
- 瑪麗亞·橘：高乃麗
- 大神一郎：陶山章央
- 伊莉絲·夏特布里安：西原久美子
- 李紅蘭：淵崎有里子
- 桐島康娜：田中真弓
- 米田一基：池田勝
- 藤枝菖蒲：折笠愛

## 主題曲
片頭曲
「檄! 帝國華撃團（改）（檄! 帝国華撃団（改））」（第1話、第3話、第6話）
填詞：廣井王子，作曲：田中公平，編曲：根岸貴幸，主唱：橫山智佐、富澤美智惠、高乃麗
「檄! 帝國華撃團（改II）（檄! 帝国華撃団（改II））」（第2話、第4話、第5話）
填詞：廣井王子，作曲：田中公平，編曲：根岸貴幸，主唱：淵崎有里子、西原久美子、田中真弓
片尾曲
「舊鋼琴（古いピアノ）」（第1話）
填詞：廣井王子，作曲：田中公平，編曲：岸村正實，主唱：高乃麗
「光輝（輝き）」（第2話）
填詞：廣井王子，作曲：田中公平，編曲：根岸貴幸，主唱：西原久美子、伊倉一惠
「電影進行曲（キネマ行進曲）」（第3話）
填詞：廣井王子，作曲：田中公平，編曲：多田彰文，主唱：富澤美智惠、田中真弓
「時代的列車（時代の列車）」（第4話）
填詞：廣井王子，作曲：田中公平，編曲：宮崎慎二，主唱：岡本麻弥、淵崎有里子
「櫻前線（さくら前線）」（第5話）
填詞：廣井王子，作曲：田中公平，編曲：滨口史郎，主唱：橫山智佐
（第6話）
填詞：廣井王子，作曲：田中公平，編曲：根岸貴幸，主唱：帝国歌劇團

## 各話列表
| 話數  | 日文標題 | 中文標題                     | 劇本     | 分鏡       | 演出           | 作畫監督                  | 發售日         |
| ----- | -------- | ---------------------------- | -------- | ---------- | -------------- | ------------------------- | -------------- |
| 第1話 |          | 紐育憤怒的刺客               | 川崎裕之 | 工藤進     | 工藤進         | 吉野真一 西井正典（機械） | 1999年12月18日 |
| 第2話 |          | 水的都市                     | 川崎裕之 | 大久保富彦 | 大久保富彦     | 門智昭                    | 2000年2月25日  |
| 第3話 |          | 電影的驚天動地               | 川崎裕之 | 石山貴明   | トコロトモカズ | 下坂英男                  | 2000年4月25日  |
| 第4話 |          | 人情連環畫劇・永遠的少年赤紅 | 川崎裕之 | 大久保富彦 | 大久保富彦     | 門智昭                    | 2000年6月25日  |
| 第5話 |          | 父與女                       | 川崎裕之 | 工藤進     | 元永慶太郎     | 高橋成世                  | 2000年9月25日  |
| 第6話 |          | 女人們的新時代               | 川崎裕之 | 工藤進     | 工藤進         | 吉野真一                  | 2000年12月21日 |

## 外部連結
- 櫻花大戰～轟華絢爛～ （页面存档备份，存于）TOKYO MX（日語）